# Gex (miasto)
Gex – miejscowość i gmina we Francji, w regionie Owernia-Rodan-Alpy, w departamencie Ain.

## Demografia
Według danych na styczeń 2012 r. gminę zamieszkiwało 10 979 osób, a gęstość zaludnienia wynosiła 342,9 osób/km².

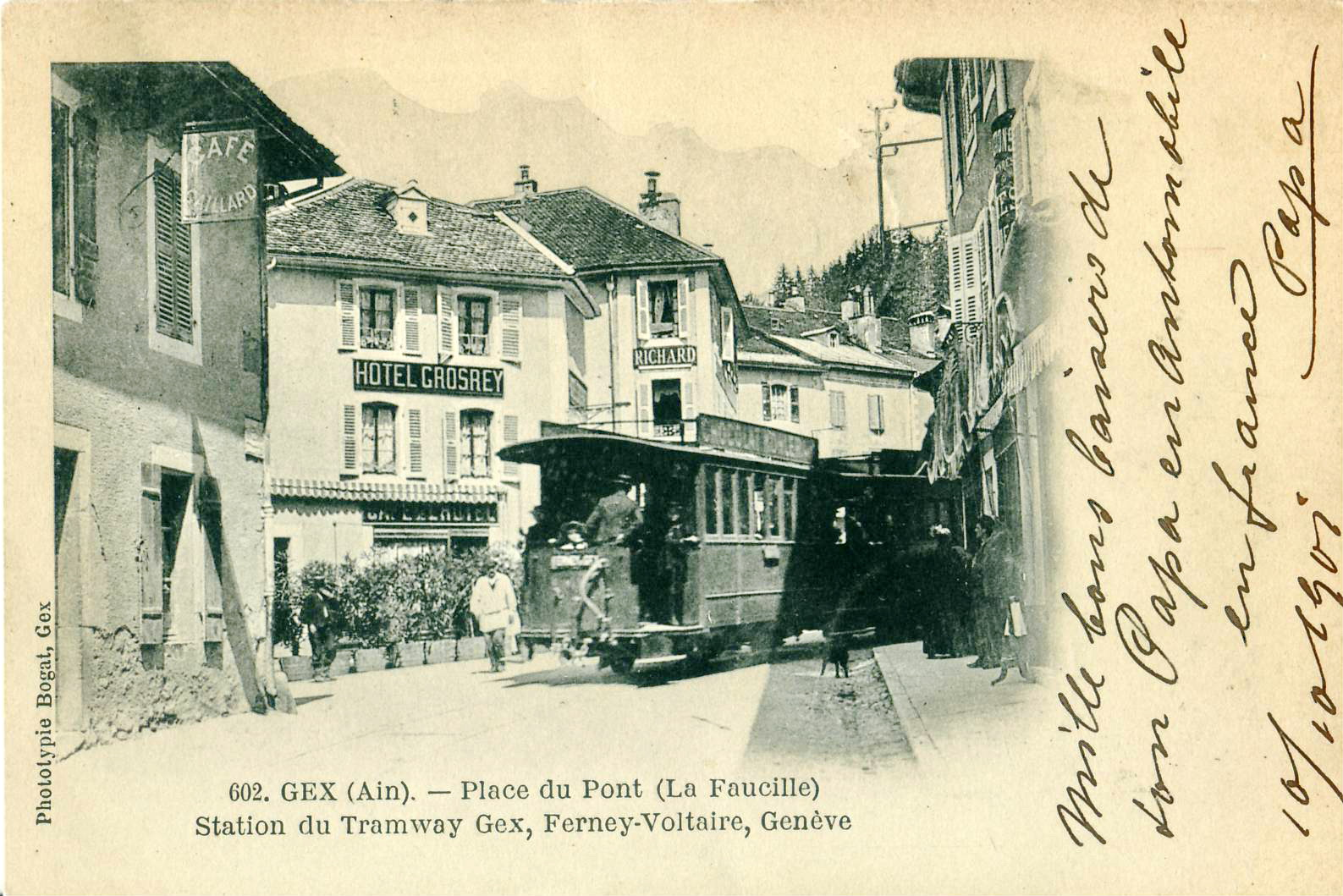
Przystanek końcowy tramwaju w Gex (pocztówka z datą stempla 1911)

## Historia
Znaleziska archeologiczne wskazują, że teren Gex był zamieszkany już około 1500 roku p.n.e. Nazwa miasta (i regionu) Gex pochodzi prawdopodobnie od francuskiej nazwy brodu ("gué"). Świadectwem obecności Rzymian są odkryte w 1998 roku ślady willi rzymskiej. Za datę powstania miasta przyjmuje się 7 listopada 1292, kiedy obywatele Gex otrzymali na piśmie od Leony, Pani na Gex i jej syna Wilhelma franczyzę, sformułowaną w 85 artykułach. Z okresu panowania dynastii sabaudzkiej, od 1526 roku, istnieje do dzisiaj tradycja konkursu strzelania do ptaka (jest to teraz ptak drewniany) na jednym z głównych placów Gex. W nagrodę zwycięzca był zwolniony przez jeden rok od podatku.

## Tramwaje
W latach 1900–1932 Gex połączony był z Genewą linią tramwajową. Stara fotografia po lewej stronie przedstawia przystanek końcowy w centrum miasta Gex.

## Nobliści
W okresie swojej pracy w CERNie w Gex mieszkał przez 14 lat Jerzy Charpak, laureat Nagrody Nobla w dziedzinie fizyki w 1992 roku.